# Imagic
Imagic fue un desarrollador y editor de videojuegos estadounidense que creó juegos inicialmente para la Atari 2600. Fundada en 1981 por exalumnos corporativos de Atari, Inc. y Mattel, sus títulos más vendidos fueron Atlantis, Cosmic Ark y Demon Attack. Imagic también lanzó juegos para Intellivision, ColecoVision, la familia Atari de 8 bits, TI-99/4A, IBM PCjr, VIC-20, Commodore 64, TRS-80 Color Computer y Magnavox Odyssey² . Sus puertos Odyssey² de Demon Attack y Atlantis fueron los únicos lanzamientos de terceros para ese sistema en Estados Unidos. La compañía nunca se recuperó del colapso de los videojuegos de 1983 y fue liquidada en 1986.

## Historia
Imagic fue el segundo editor externo de Atari 2600, formado después de Activision. Los fundadores incluyeron a Bill Grubb, Bob Smith, Rob Fulop y Denis Koble de Atari, Inc., Jim Goldberger, Dave Durran y Brian Dougherty de Mattel, así como Pat Ransil y Gary Kato. Grubb se desempeñó anteriormente como vicepresidente de ventas y marketing de Atari durante 18 meses. Antes de eso, estuvo en el departamento de marketing de Black and Decker durante 11 años. El objetivo de Grubb era hacer pública Imagic y finalmente superar a Activision como el editor de videojuegos externo número uno.
Atari demandó a Imagic por Demon Attack debido a su parecido con Phoenix, del cual Atari tenía los derechos exclusivos de la versión casera. El caso se resolvió fuera de la corte.
A pesar del éxito inicial y las ventas superiores a las proyecciones, la fortuna de la compañía se revirtió después de que el mercado de valores se deshiciera de las acciones de los videojuegos a fines de 1982, lo que arruinó el plan inicial de Imagic de convertirse en una empresa que cotiza en bolsa.

## Club de fanes
Durante su apogeo, Imagic dirigió un club de fanes para sus juegos, el Numb Thumb Club, que publicaba un boletín anual. Solo se publicaron dos números antes de la desaparición de Imagic en 1983.

## Declive
Aunque Imagic creció rápidamente en sus primeros años, se vio perjudicada irreparablemente por la crisis del videojuego de 1983. Lanzó 24[cita requerida] títulos antes de cerrar en 1986, pero se desconoce el momento exacto en que se disolvió. En 1983, la compañía despidió a 40 de sus 170 empleados pero apareció en el Consumer Electronics Show de 1984 con planes para cuatro juegos para IBM PCjr. Los derechos de los títulos más populares de Imagic han sido propiedad de Activision desde finales de la década de 1980,[cita requerida] y han sido relanzados en varias ocasiones.

## Juegos
Los cartuchos de Imagic para la Atari 2600 eran distintos de los cartuchos Activision y Atari con una cresta extendida en la parte superior del cartucho. El empaque se distinguía por el uso de plata reflectante en las cajas, con un extremo cónico y estriado destinado a facilitar el agarre. Los años son solo para las versiones originales, no para los ports posteriores.

### 1982
- Atlantis
- Cosmic Ark
- Demon Attack
- Dracula
- Dragonfire
- Fire Fighter[14]
- Beauty & the Beast
- Microsurgeon
- Riddle of the Sphinx
- Swords & Serpents[15]
- Star Voyager
- Trick Shot

### 1983
- Fathom
- Ice Trek
- Laser Gates
- Moonsweeper[16]
- No Escape!
- Nova Blast
- Quick Step
- Safecracker
- Shootin' Gallery
- Solar Storm
- Subterranea
- Tropical Trouble
- Truckin'
- White Water!

### 1984
- Chopper Hunt
- Injured Engine
- Touchdown Football
- Tournament Tennis
- Wing War